# Джемоніо
Джемоніо (італ. Gemonio) — муніципалітет в Італії, у регіоні Ломбардія, провінція Варезе.
Джемоніо розташоване на відстані близько 540 км на північний захід від Рима, 65 км на північний захід від Мілана, 14 км на північний захід від Варезе.
Населення — 2880 осіб (2014).

## Демографія
Населення за роками:

Станом на 1 січня 2023 року в муніципалітеті офіційно проживало 265 іноземців з 42 країн, серед них 45 громадян країн Євросоюзу та 9 громадян України.

## Сусідні муніципалітети
- Ацціо
- Безоццо
- Брента
- Каравате
- Читтільйо
- Коккуїо-Тревізаго